# Lago Blu (Australia)
Il lago Blu è un lago craterico australiano, situato vicino al Monte Gambier, nella regione della costa calcarea dell'Australia Meridionale.